# Vouzy
Vouzy és un municipi francès, situat al departament del Marne i a la regió del Gran Est. L'any 2007 tenia 310 habitants.

## Demografia

### Població
El 2007 la població de fet de Vouzy era de 310 persones. Hi havia 104 famílies, de les quals 8 eren unipersonals (4 homes vivint sols i 4 dones vivint soles), 40 parelles sense fills i 56 parelles amb fills.
La població ha evolucionat segons el següent gràfic:
Habitants censats

### Habitatges
El 2007 hi havia 117 habitatges, 106 eren l'habitatge principal de la família, 6 eren segones residències i 5 estaven desocupats. Tots els 116 habitatges eren cases. Dels 106 habitatges principals, 93 estaven ocupats pels seus propietaris, 10 estaven llogats i ocupats pels llogaters i 3 estaven cedits a títol gratuït; 5 tenien tres cambres, 21 en tenien quatre i 80 en tenien cinc o més. 96 habitatges disposaven pel capbaix d'una plaça de pàrquing. A 33 habitatges hi havia un automòbil i a 69 n'hi havia dos o més.

### Piràmide de població
La piràmide de població per edats i sexe el 2009 era:
| Homes | Edats   | Dones |
| ----- | ------- | ----- |
| 0     | 95 o +  | 0     |
| 0     | 90 a 94 | 0     |
| 0     | 85 a 89 | 0     |
| 0     | 80 a 84 | 0     |
| 0     | 75 a 79 | 0     |
| 12    | 70 a 74 | 8     |
| 4     | 65 a 69 | 12    |
| 0     | 60 a 64 | 0     |
| 4     | 55 a 59 | 0     |
| 8     | 50 a 54 | 8     |
| 16    | 45 a 49 | 8     |
| 12    | 40 a 44 | 16    |
| 8     | 35 a 39 | 0     |
| 8     | 30 a 34 | 8     |
| 8     | 25 a 29 | 12    |
| 4     | 20 a 24 | 0     |
| 12    | 15 a 19 | 12    |
| 8     | 10 a 14 | 4     |
| 4     | 5 a 9   | 12    |
| 12    | 0 a 4   | 4     |

## Economia
El 2007 la població en edat de treballar era de 209 persones, 155 eren actives i 54 eren inactives. De les 155 persones actives 148 estaven ocupades (82 homes i 66 dones) i 7 estaven aturades (1 home i 6 dones). De les 54 persones inactives 16 estaven jubilades, 23 estaven estudiant i 15 estaven classificades com a «altres inactius».

### Ingressos
El 2009 a Vouzy hi havia 114 unitats fiscals que integraven 326 persones, la mediana anual d'ingressos fiscals per persona era de 19.001 €.

### Activitats econòmiques
Dels 9 establiments que hi havia el 2007, 4 eren d'empreses de construcció, 2 d'empreses de comerç i reparació d'automòbils, 1 d'una empresa d'informació i comunicació, 1 d'una empresa de serveis i 1 d'una empresa classificada com a «altres activitats de serveis».
Dels 5 establiments de servei als particulars que hi havia el 2009, 1 era un paleta, 1 fusteria, 1 lampisteria, 1 electricista i 1 perruqueria.
L'any 2000 a Vouzy hi havia 15 explotacions agrícoles que ocupaven un total de 880 hectàrees.

## Poblacions més properes
El següent diagrama mostra les poblacions més properes.